# Jonas Lutz
Jonas Lutz (* 1997) ist ein Schweizer Unihockeyspieler, der beim Nationalliga-A-Verein HC Rychenberg Winterthur unter Vertrag steht.

## Karriere
Lutz debütierte 2017 in der Nationalliga A für den HC Rychenberg Winterthur.